# Żelmowo
Żelmowo (deutsch Sallmow) ist ein Dorf in der polnischen Woiwodschaft Westpommern und gehört zur Gmina Radowo Małe (Gemeinde Klein Raddow) im Powiat Łobeski (Labeser Kreis).

## Geographische Lage
Żelmowo liegt im Tal der Ukleja (Ückeley), 14 Kilometer südlich der früheren Kreisstadt Resko (Regenwalde) und ist über die Straßenverbindungen von Radowo Małe (Klein Raddow, 4 km) und Gostomin (Justemin, 3 km), beide an der Woiwodschaftsstraße 147 gelegen, zu erreichen.
Die nächste Bahnstation ist die jetzige Kreisstadt Łobez (Labes) an der Staatsbahnlinie 202 Stargard - Danzig. Die frühere Kleinbahnlinie der Regenwalder Bahnen von Regenwalde nach Meesow mit Halt in Sallmow existiert nicht mehr.

## Geschichte
Die urkundliche Ersterwähnung des Dorfes findet sich im Jahre 1284, als Herzog Bogislaw IV. von Pommern dem Kloster Dünamünde (heute lettisch: Daugavgrīva) den Besitz von Sallmow bestätigt. Anhand von historischen Funden weiß man jedoch, dass der Ort schon früher besiedelt war.

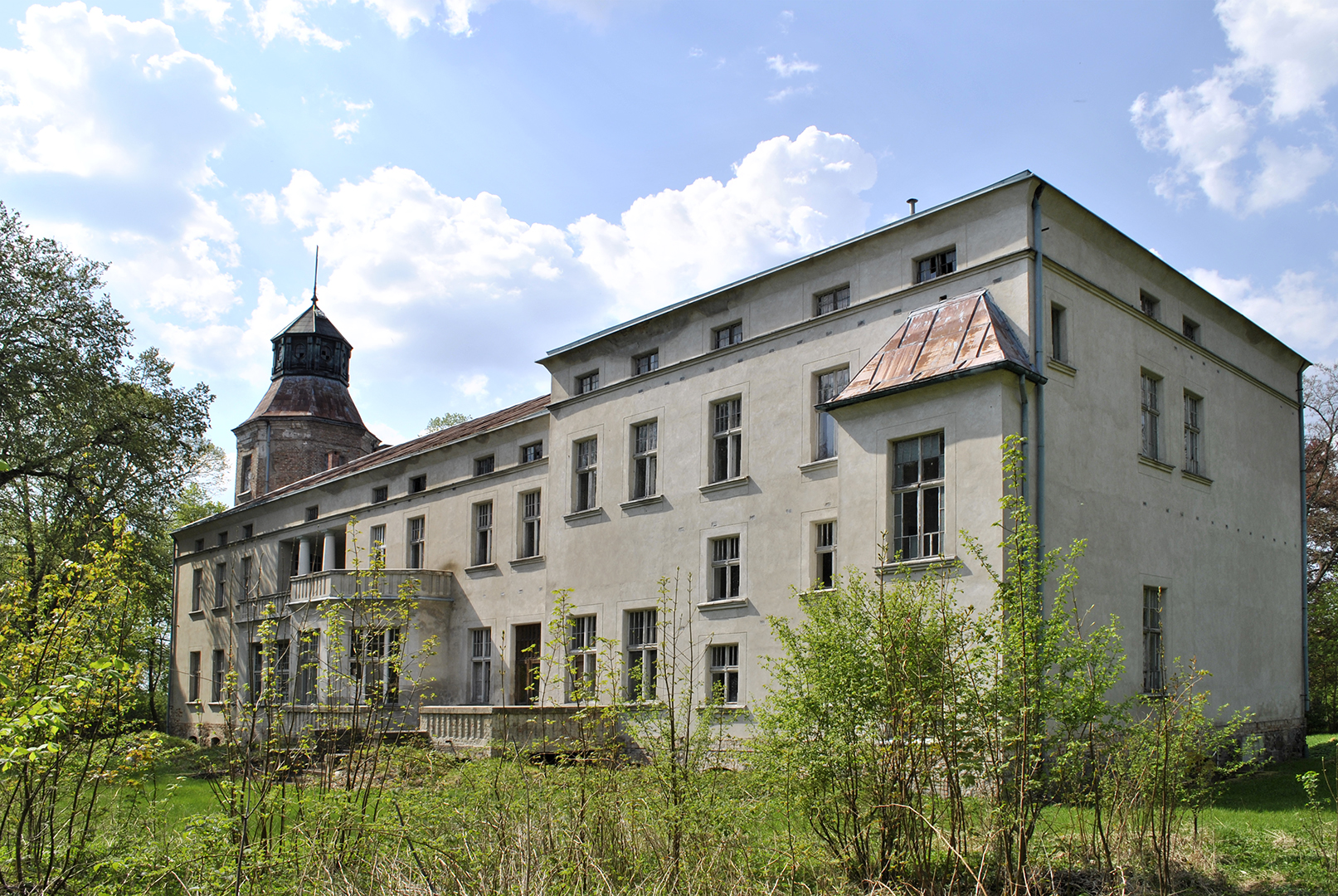
Gutshaus (Aufnahme von 2011)

Sallmow ist bis 1816 ein altes Dewitzsches Lehen. Im 18. Jahrhundert wird das Vorwerk Margarethenhof (heute polnisch: Pogorzelica) angelegt und 1811 verlegte man sieben Sallmower Bauern nach dort. Bis 1815 gehörte Sallmow auch zum Dewitzschen (Nauhard-Daberschen) Kreis.
Das Sallmower Gut war ab 1907 im Besitz der Familie Mach. Rittmeister a. D. Willibald Mach bewirtschaftete das 749 Hektar große Anwesen bis 1945.
Im Jahre 1871 zählte Sallmow 397 Einwohner. Die Zahl sank bis 1910 auf 290, stieg bis 1933 auf 326 an und betrug 1939 noch 336.
Bis 1945 gehörte Sallmow zum Landkreis Regenwalde der preußischen Provinz Pommern. Mit den Gemeinden bzw. Gutsbezirken Daberkow (heute polnisch: Dobrkowo), Haseleu (Orle), Hoffelde (Dargomyśl), Margarethenhof (Pogorzelica), Meesow (Mieszewo), Roggow A (Rogowo, im Unterschied zu dem südöstlich gelegenen Roggow B = Rogówko) und Schöneu A und B (Sienno Dolne und Sienno Górne) bildete Sallmow den Amtsbezirk Roggow A. Letzter Amtsvorsteher war Hauptmann a. D. Johann Georg von Dewitz in Meesow. Roggow A war auch Sitz des Standesamtes, letzter deutscher Standesbeamter war der Sallmower Lehrer Georg Peter.
Nach dem Zweiten Weltkrieg kam Sallmow wie ganz Hinterpommern an Polen. Heute liegt das Dorf in der polnischen Gmina Radowo Małe (Gemeinde Klein Raddow), in der es ein eigenes Schulzenamt bildet.

## Kirche
Bis 1945 war Sallmow wie Haseleu (heute polnisch: Orle) und Meesow (Mieszewo) eine Filialgemeinde im Kirchspiel Roggow A (Rogowo). Bis 1784 hatte es hier noch eine Kirche gegeben. Die Pfarrei Roggow A lag im Kirchenkreis Daber (Dobra) im Ostsprengel der Kirchenprovinz Pommern der evangelischen Kirche der Altpreußischen Union. Das Kirchenpatronat für Sallmow hatte zuletzt Rittergutsbesitzer Willibald Mach inne. Im Jahre 1940 zählte das Kirchspiel Roggow A insgesamt 1445 Gemeindeglieder.
Heute wird Żelmowo überwiegend von katholischen Kirchengliedern bewohnt. Rogowo ist wie bisher der Pfarrort, gehört allerdings jetzt zum Dekanat Resko (Regenwalde) im Erzbistum Stettin-Cammin der Katholischen Kirche in Polen. Hier lebende evangelische Kirchenangehörige werden vom jetzt zuständigen Pfarramt der St. Trinitatiskirche in Stettin-Lastadie innerhalb der Diözese Breslau der Evangelisch-Augsburgischen Kirche in Polen betreut.